# Social Gospel
Die Social-Gospel-Bewegung war und ist eine vorwiegend protestantische intellektuelle Bewegung, die im späten 19. Jahrhundert und frühen 20. Jahrhundert am stärksten ausgeprägt war. Die Prinzipien des Social Gospels dienen aber noch heute als Inspiration für jüngere Bewegungen wie z. B. Christian Left und Christians Against Poverty. Die Bewegung war anfänglich eher informell, sie wuchs stark an um 1900 und nahm viele Formen an. Sie wandte christliche Prinzipien auf soziale Themen an, insbesondere auf Armut, Alkoholismus, Kriminalität, ethnische Konflikte, prekäre Stadtviertel, Hygiene, Bildungsmängel und Kriegsgefahr.

## Theologie
Theologisch gesehen waren die Führer der Social-Gospel-Bewegung üblicherweise postmillenaristisch. Das heißt, sie glaubten, die Wiederkunft des Herrn würde nicht eher geschehen, als dass die Menschheit sich ihrer sozialen Probleme durch eigene Mühen entledigen würde. Im Allgemeinen lehnten sie deshalb die in den US-Südstaaten vorherrschende prämillenaristische Theologie ab, nach der die Wiederankunft des Herrn unmittelbar bevorstehe, weshalb Christen sich darauf und nicht etwa auf soziale Probleme konzentrieren sollten. Ihre millenaristischen Ansichten ähneln jenen des Christlichen Rekonstruktionismus, jedoch sind Anhänger des Social Gospels tendenziell links und theologisch liberal, während Rekonstruktionisten zu politisch libertären und religiös-fundamentalistischen Ansichten neigen.

## Social Gospel in den USA
Die beiden großen Erweckungsbewegungen in den USA von 1730 bis 1740 und 1790 bis 1840 stabilisierten die Gesellschaft, Wirtschaft und Politik in den USA grundlegend, nachhaltig und förderten auch die Entwicklung. Etwa ab 1870 wurden aber die negativen sozialen Folgen der schnellen Industrialisierung erkannt, und die neue Social-Gospel-Bewegung wurde maßgeblich durch die Schriften des kongregationalistischen Pastors Washington Gladden (1836–1918) und des baptistischen Pfarrers Walter Rauschenbusch (1861–1918) geprägt. Ihnen ging es darum, dass Christen für andere, menschenwürdigere gesellschaftliche Verhältnisse kämpfen und so am Reich Gottes bereits auf Erden beitragen würden. Ihre Anstöße wurden in vielen protestantischen Kirchen des Landes aufgenommen und mit der Zeit zu einer treibenden Kraft. Dies kommt in dem presbyterianischen Book of Order (1910) zum Ausdruck:

“The great ends of the church are the proclamation of the gospel for the salvation of humankind; the shelter, nurture, and spiritual fellowship of the children of God; the maintenance of divine worship; the preservation of truth; the promotion of social righteousness; and the exhibition of the Kingdom of Heaven to the world.”

Anfang des 20. Jahrhunderts waren viele US-Amerikaner über die Armut, den niedrigen Lebensstandard und die unhygienischen Verhältnisse in den Slums entsetzt. Die Social-Gospel-Bewegung lieferte für sie eine religiöse Begründung für Aktionen, die das Ziel hatten, dieses Übel zu beseitigen. Aktivisten der Social-Gospel-Bewegung hofften, Maßnahmen zur Verbesserung der Volksgesundheit sowie die Einführung einer Schulpflicht (Fähigkeiten und Talente werden gefördert) würden auch zur Verbesserung der moralischen Standards von benachteiligten Schichten der Gesellschaft beitragen. Bei der Durchsetzung seiner New-Deal-Politik instrumentalisierte Präsident Franklin Delano Roosevelt einige der Forderungen der Social-Gospel-Bewegung, um seiner Politik einen christlichen Anstrich zu geben und sie so zu popularisieren.

## Liste prominenter Befürworter des Social Gospels
- Lyman Abbott (1835–1922), kongregationalistischer Pastor und Autor in Brooklyn.
- Henry Ward Beecher (1813–1887), kongregationalistischer Pastor und Autor in Brooklyn, aktiv in den 1850er bis 1880er Jahren.
- Dorothy Day (1897–1980), römisch-katholische US-Amerikanerin, aktiv in den 1940er Jahren, Gründerin des Catholic Worker Movement.
- Tommy Douglas (1904–1986), Kanadier, baptistischer Pastor, Politiker der New Democratic Party und zeitweise Premierminister von Saskatchewan, aktiv von den 1930er bis zu den 1960er Jahren.
- Diane Drufenbrock (1929–2013), Nonne und Kandidatin der Sozialistischen Partei der USA für die Vizepräsidentschaft (1980).
- Harry Emerson Fosdick (1878–1969), US-amerikanischer baptistischer Pastor in New York City, aktiv 1910 bis 1960.
- Washington Gladden (1836–1918), US-amerikanischer kongregationalistischer Pastor in Columbus, Journalist und Autor, aktiv in den 1890er Jahren.
- Jesse Jackson (* 1941), Afroamerikanischer Bürgerrechtler und baptistischer Pfarrer.
- Martin Luther King, Jr. (1929–1968), Afroamerikanischer Bürgerrechtler, aktiv in den 1950er und 1960er Jahren.
- Shailer Mathews (1863–1941), US-amerikanischer Theologe.
- Charles Clayton Morrison (1874–1966), langjähriger Redakteur der Christian Century in den USA.
- Abraham J. Muste (1885–1967), US-amerikanischer Aktivist der Friedens- und Gewerkschaftsbewegung, zeitweise reformierter Pastor.
- Walter Rauschenbusch (1861–1918), US-amerikanischer Theologe, aktiv in den 1900er Jahren.
- Charles Monroe Sheldon (1857–1946), US-amerikanischer kongregationalistischer Pastor in Topeka und Autor.
- Josiah Strong, US-Amerikaner (1847–1916), aktiv 1891.
- James Shaver Woodsworth (1874–1942), Kanadier, aktiv in den 1920er Jahren.

### Sekundärliteratur
- Sydney E. Ahlstrom: A Religious History of the American People, 1974 (englisch)
- Susan Curtis: A Consuming Faith: The Social Gospel and Modern American Culture, 1991 (englisch)
- Jacob H. Dorn (Hrsg.): Socialism and Christianity in Early 20th Century America. Greenwood Press, Westport 1998, ISBN 0-313-30262-6.
- Brian J. Fraser: The Social Uplifters: Presbyterian Progressives and the Social Gospel in Canada, 1875–1915 (1990)
- Brian Hebblethwaite: Social Gospel. Die pastorale und theologische Auseinandersetzung der christlichen Kirchen mit den sozialen und ökonomischen Auswirkungen der industriellen Revolution... in: Theologische Realenzyklopädie, Band 31: Seelenwanderung – Sprache/Sprachwissenschaft/Sprachphilosophie, Walter de Gruyter, 2000, ISBN 978-3-11-016657-6
- Charles Howard Hopkins: The Rise of the Social Gospel in American Protestantism, 1865–1915. 1940.
- William R. Hutchison: The Americanness of the Social Gospel. An Inquiry in Comparative History. In: Church History. Jg. 44 (1975), Nr. 3, S. 367–381.
- Klaus Jürgen Jähn: Walter Rauschenbusch und die Anfänge seiner Theologie des Social Gospel 1886-1891, Band 10, ISBN 978-3-75343876-4
- Maurice C. Latta: The Background for the Social Gospel in American Protestantism. In: Church History. Jg. 5 (1936), Nr. 3, S. 256–270.
- Ralph E. Luker: The Social Gospel in Black and White American Racial Reform, 1885–1912.
- Martin E. Marty: Modern American Religion
  - Band 1: The Irony of It All, 1893–1919, 1986 (englisch).
  - Band 2: The Noise of Conflict, 1919–1941, 1991 (englisch).
- Dorothea R. Muller: The Social Philosophy of Josiah Strong: Social Christianity and American Progressivism. In: Church History. Jg. 28 (1959), Nr. 2, S. 183–201.
- Jack B. Rogers, Robert E. Blade: The Great Ends of the Church: Two Perspectives. In: Journal of Presbyterian History. Jg. 76 (1998), S. 181–186.
- Gary Scott Smith: To Reconstruct the World: Walter Rauschenbusch and Social Change. In: Fides et Historia. Jg. 23 (1991), S. 40–63.
- Ronald Cedric White, C. Howard Hopkins: The Social Gospel. Religion and Reform in Changing America. Temple University Press, Philadelphia 1976, ISBN 0-87722-083-2.